# Stefan Milewski (polityk)
Stefan Józef Milewski (ur. 17 listopada 1947 w Lubichowie) – polski działacz partyjny i państwowy, ekonomista, w latach 1974–1982 naczelnik Starogardu Gdańskiego, w latach 1982–1986 i 1989–1990 wicewojewoda gdański.

## Życiorys
Syn Józefa i Stefanii. Zdobył wykształcenie wyższe, z zawodu ekonomista. W latach 1963–1973 należał do Związku Młodzieży Socjalistycznej, zaś w 1968 wstąpił do Polskiej Zjednoczonej Partii Robotniczej. Od 1970 do 1971 zasiadał w plenum Komitetu Miejskiego w Starogardzie Gdańskim, następnie od 1971 zasiadał w egzekutywie starogardzkiego Komitetu Powiatowego PZPR. W latach 1974–1982 zajmował stanowisko naczelnika Starogardu Gdańskiego, a od 1981 był członkiem plenum Komitetu Wojewódzkiego PZPR w Gdańsku. Od 8 marca 1982 do października 1986 pełnił funkcję wicewojewody gdańskiego, następnie od października 1986 do marca 1989 był sekretarzem ds. ekonomicznych w KW PZPR w Gdańsku. Ponownie zajmował fotel wicewojewody od marca 1989 do sierpnia 1990.
W III RP związał się z Sojuszem Lewicy Demokratycznej, był m.in. wiceszefem jego struktur w powiecie starogardzkim. W 1994, 1998 i 2002 wybierano go do rady miejskiej Starogardu Gdańskiego. W 1994 był kandydatem na prezydenta miasta (ostatecznie zrezygnował); ponownie ubiegał się o ten fotel w 2002 (przegrał w drugiej turze). W kadencjach 1998–2002 i 2002–2006 kierował pracami rady miejskiej, w 2006 bez powodzenia ubiegał się o reelekcję z własnego komitetu. Został później m.in. wiceprezesem spółki zarządzającej Pomorską Specjalną Strefą Ekonomiczną i członkiem rady nadzorczej prywatnego przedsiębiorstwa.